# Denkzeichen für die Gründungsväter des Friedrichstadt-Palastes

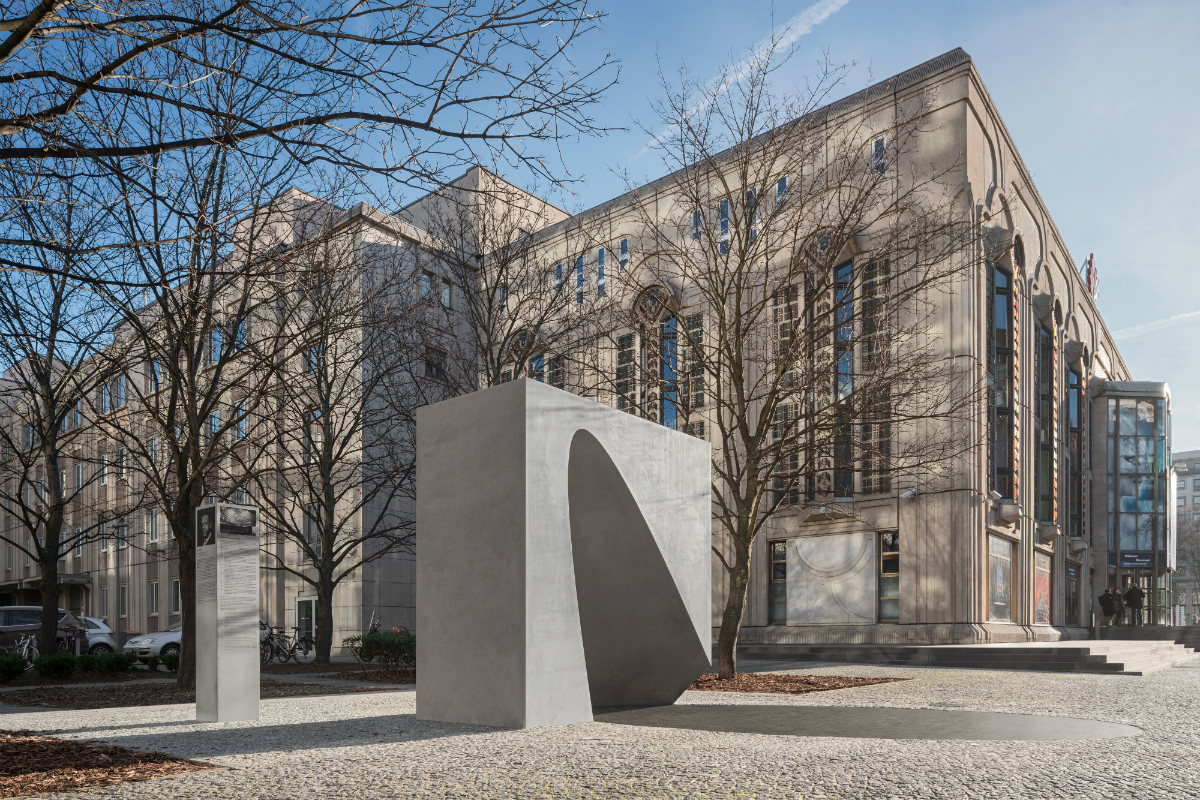
Das Denkzeichen für die Gründer des Friedrichstadt-Palastes in Berlin-Mitte

Das Denkzeichen für die Gründungsväter des Friedrichstadt-Palastes ist ein 2015 enthülltes Denkmal und steht an der Friedrichstraße 107 im Berliner Ortsteil Mitte. Die Skulptur erinnert an die drei Gründer des Friedrichstadt-Palastes: Max Reinhardt, Hans Poelzig und Erik Charell.

## Entstehung und Bedeutung des Denkzeichens
Die Skulptur mit dem Titel CAST wurde am 18. November 2015 durch den Staatssekretär für kulturelle Angelegenheiten des Landes Berlin, Tim Renner, und den Intendanten Berndt Schmidt offiziell enthüllt.
Der schlicht gestaltete aus Gussbeton geformte Block ist das Ergebnis eines Künstlerwettbewerbs, den das Berliner Duo stoebo – Oliver Störmer & Cisca Bogman – gewonnen hatte. Der Gedenkblock zeigt als Auffälligkeit auf zwei Seiten einen symbolhaften eingeschnittenen Scheinwerferkegel. Die imaginäre Lichtprojektion wird auf der Straße in ovaler Fläche fortgesetzt, die Glitzereffekte aufweist. Das Denkzeichen symbolisiert somit den imaginären Lichtstrahl eines Theaterscheinwerfers und verweist auf das Fehlen der Geehrten. Neben dem Quader gibt es eine Infotafel mit Angaben zu den drei Gründungsvätern. Bei der feierlichen Einweihung waren unter anderem Christoph Stölzl (Präsident der Hochschule für Musik Franz Liszt Weimar), die beiden Künstler Oliver Störmer und Cisca Bogman (stoebo) und Peter A. Poelzig, Enkel des geehrten expressionistischen Architekten anwesend.
Zur Bedeutung des Denkzeichens sagt Kulturstaatssekretär Tim Renner:

„Es mahnt uns, an die Menschen zu denken, die damals vertrieben wurden und eine neue Heimat finden mussten, so wie es uns heute in der Flüchtlingssituation wieder neu beschäftigt.“

Für Intendant Berndt Schmidt, auf dessen Betreiben hin das Denkzeichen entstand, liegen die Beweggründe in der Bedeutung des Vergangenen auf unser heutiges Handeln:

„Vor dem Hintergrund zweier überwundener Diktaturen in unserer Bühnengeschichte steht der Palast unter meiner Intendanz bewusst für Freiheit, Vielfalt und Toleranz. Um unsere Gründer zu ehren, die stilbildend für das Haus waren und später alle drei unter den Nationalsozialisten zu leiden hatten, widmet der Friedrichstadt-Palast ihnen das prominente Denkzeichen an der Friedrichstraße.“

## Die Gründer des Friedrichstadt-Palastes
Die Bühnengeschichte des Friedrichstadt-Palastes Berlin begann am 28. November 1919 mit der Eröffnung des Großen Schauspielhauses. Den Weltruhm dieser Berliner Unterhaltungsbühne begründen die drei Künstler Max Reinhardt, Hans Poelzig und Erik Charell.
Reinhardt war der visionärste Theatermacher und Theaterunternehmer seiner Zeit. Poelzig war prägender Architekt, in Berlin u. a. auch des Hauses des Rundfunks. Charell prägte die großen Revuen der „Goldenen Zwanziger“ in Berlin, entdeckte Marlene Dietrich und die Comedian Harmonists und schuf den Operetten-Welterfolg Im weißen Rößl. Alle drei verloren ab 1933 durch die Nationalsozialisten ihre Wirkungsmöglichkeiten in Deutschland. Reinhardt und Charell gingen wegen ihrer jüdischen Herkunft ins Exil, Charell war als Homosexueller zusätzlich gefährdet. Poelzig sah sich wegen seiner expressionistischen („entarteten“) Architektur zunehmenden Repressalien ausgesetzt.
Am 18. Januar 1934 wurde das Haus als nationalsozialistisches Propagandatheater unter dem Namen „Theater des Volkes“ weitergeführt. Am 1. November 1947 erhielt es den heutigen Namen Friedrichstadt-Palast.
Christoph Stölzl schlug in seiner Eröffnungsrede einen kulturpolitischen Bogen:

„Die Gründerväter stehen für die Erfindung einer Massenkultur, die es vorher nicht gegeben hat – einer neuen demokratischen Unterhaltung.“